# Merxe Banyuls
Merxe Banyuls (Gandia, 29 de maig de 1943 - València, 25 de febrer de 2018) fou una cantant, actriu i presentadora valenciana, popular gràcies a la seua feina amb el grup de folk Els Pavesos. Presentà un programa de televisió dedicat a les bandes de música valencianes a la Televisió Valenciana, programa produït per Lluís Miquel Campos. Desenvolupà la seua darrera etapa professional al Consell Valencià de Cultura i a la Conselleria de Cultura de la Generalitat Valenciana.